# Sedrina
Sedrina [seˈdriːna] (Sedrina [sɛˈdɾina] in dialetto bergamasco) è un comune italiano di 2 321 abitanti della provincia di Bergamo in Lombardia.
Situato all'imbocco della val Brembana, dista circa 15 chilometri a nord dal capoluogo orobico. Il comune fa parte della comunità montana della Valle Brembana.

## Storia

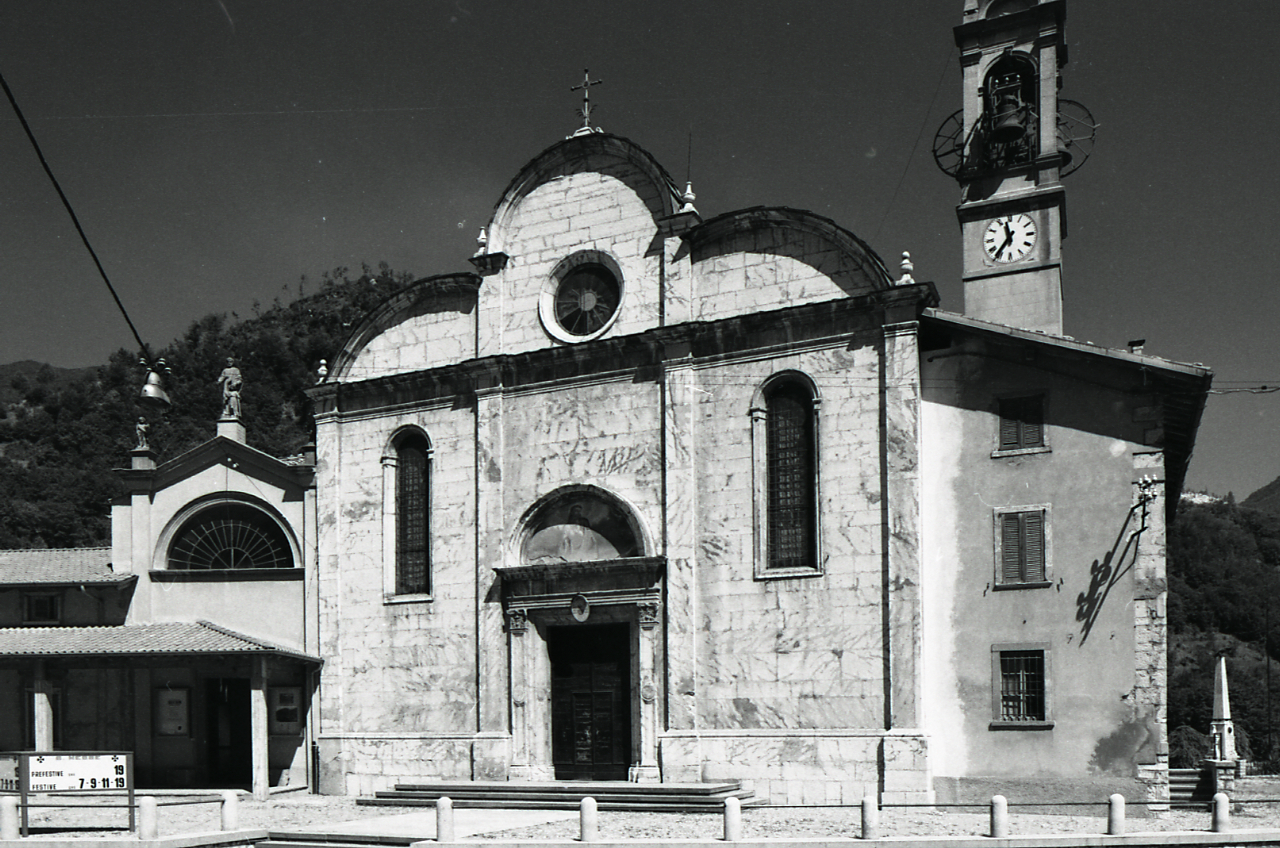
Parrocchiale di Sedrina nel 1977

Le origini del paese non sono del tutto chiare, anche se pare che piccoli insediamenti fossero presenti già in epoca romana. A tal riguardo sembra che anche il toponimo risalga a tale periodo, derivando da Sedulina, diminutivo di "sede".
Tuttavia gli insediamenti non si svilupparono mai in modo consistente, data la posizione molto isolata del borgo, collegato ai centri abitati più a valle soltanto tramite angusti sentieri, per via di una "strozzatura" della valle stessa appena a sud dell'abitato. Le strade più agevoli recavano soltanto a nord, in direzione Zogno e delle sue frazioni, oppure sulla destra orografica della valle, da dove si potevano raggiungere Clanezzo e Brembilla tramite ponti sospesi sul fiume Brembo, già citati in documenti risalenti al II secolo.
Tuttavia questo isolamento difese il borgo in occasione delle invasioni barbariche e delle lotte di fazione tra guelfi e ghibellini. In epoca medievale venne inserito nei territori gestiti dal vescovo di Bergamo, ed unito amministrativamente ad Almè, da cui si separò nel corso del XIV secolo per formare il comune di Sedrina e Stabello con l'omonimo borgo posto più a nord (ora legato a Zogno).
L'arrivo della Repubblica di Venezia segnò una svolta nell'esistenza del paese: la Serenissima decise la costruzione di una strada, la via Priula, che collegava direttamente la città di Bergamo con la valle Brembana passando per Sedrina.
Terminata nel 1593, quest'opera assai ardita tolse dall'isolamento commerciale Sedrina ed i paesi limitrofi grazie ad un intervento, chiamato le chiavi della Botta, che permise di superare gli ostacoli naturali siti nella frazione Botta.
Secondo studiosi bergamaschi, tra cui Bortolo Belotti, le chiavi erano costituite da una serie di archi appoggiati alla parete di roccia e fissati ad essa tramite delle catene, su cui passava la strada.
Un tratto lungo soltanto 200 metri, tanto indispensabile quanto pericoloso, poiché soltanto un piccolissimo muretto, alto pochi centimetri, proteggeva commercianti, viandanti, animali e carichi al seguito, dal precipizio. La costruzione dell'opera comportò infatti ingenti perdite tra gli operai, a causa dei cedimenti di piccole parti di parete e fatali distrazioni che si trasformavano in tragedia.
(Giovanni Maironi da Ponte, 1803)
Si tratta però di supposizioni date da citazioni e descrizioni, poiché quest'opera è andata perduta con il passare degli anni, a causa della mancata manutenzione della strada dopo la fine della dominazione veneta.
Dopo la breve parentesi della Repubblica Cisalpina, durata soltanto dal 1797 al 1815, il territorio passò sotto la dominazione austriaca e venne inserito nel Regno Lombardo-Veneto.
In questo periodo avvenne la costruzione di una serie di ponti sospesi sul fiume Brembo, passati alle cronache appunto come ponti di Sedrina. Questi, inseriti in un'opera complessa con numerose arcate che collegano i due lati della valle, contribuirono in modo decisivo al definitivo rilancio del paese che venne tolto dal suo isolamento, caratterizzando fortemente il paesaggio della zona. Questi inoltre furono al centro di storie e leggende, tra cui quella del bandito gentiluomo Pacì Paciana, Che per sfuggire ai gendarmi si era lanciato dal ponte in legno che precedeva l'attuale struttura in pietra.
A partire dalla seconda metà del XX secolo questi ponti, complice il vertiginoso aumento del traffico, portarono il paese in una condizione di invivibilità, dato che tutto il traffico tra la valle ed il capoluogo transitava dal centro del paese.
All'inizio degli anni '80 il problema si è risolto grazie alla costruzione di un imponente viadotto alto un centinaio di metri, che ha permesso di deviare il flusso di veicoli all'esterno del centro abitato. Questa soluzione urbanistica non ha abbattuto i manufatti della precedente viabilità e delle storiche architetture che documentano l'ingegno delle generazioni passate. Sono ancora presenti ed utilizzati, infatti, i caratteristici ponti che collegano Sedrina con i paesi limitrofi, Ubiale Clanezzo e Brembilla, oltre alla galleria che permette di arrivare a Zogno.

### Simboli
Lo stemma e il gonfalone sono stati concessi con decreto del presidente della Repubblica del 4 luglio 1963.
Il torrente è il Brembo; i ruderi di un fortilizio, posti su un'altura, ricordano le fortificazioni di cui oggi non rimangono che poche vestigia; le spade incrociate ricordano le lotte tra guelfi e ghibellini che qui ebbero luogo.
Il gonfalone è un drappo partito di azzurro e di bianco.

## Monumenti e luoghi d'interesse

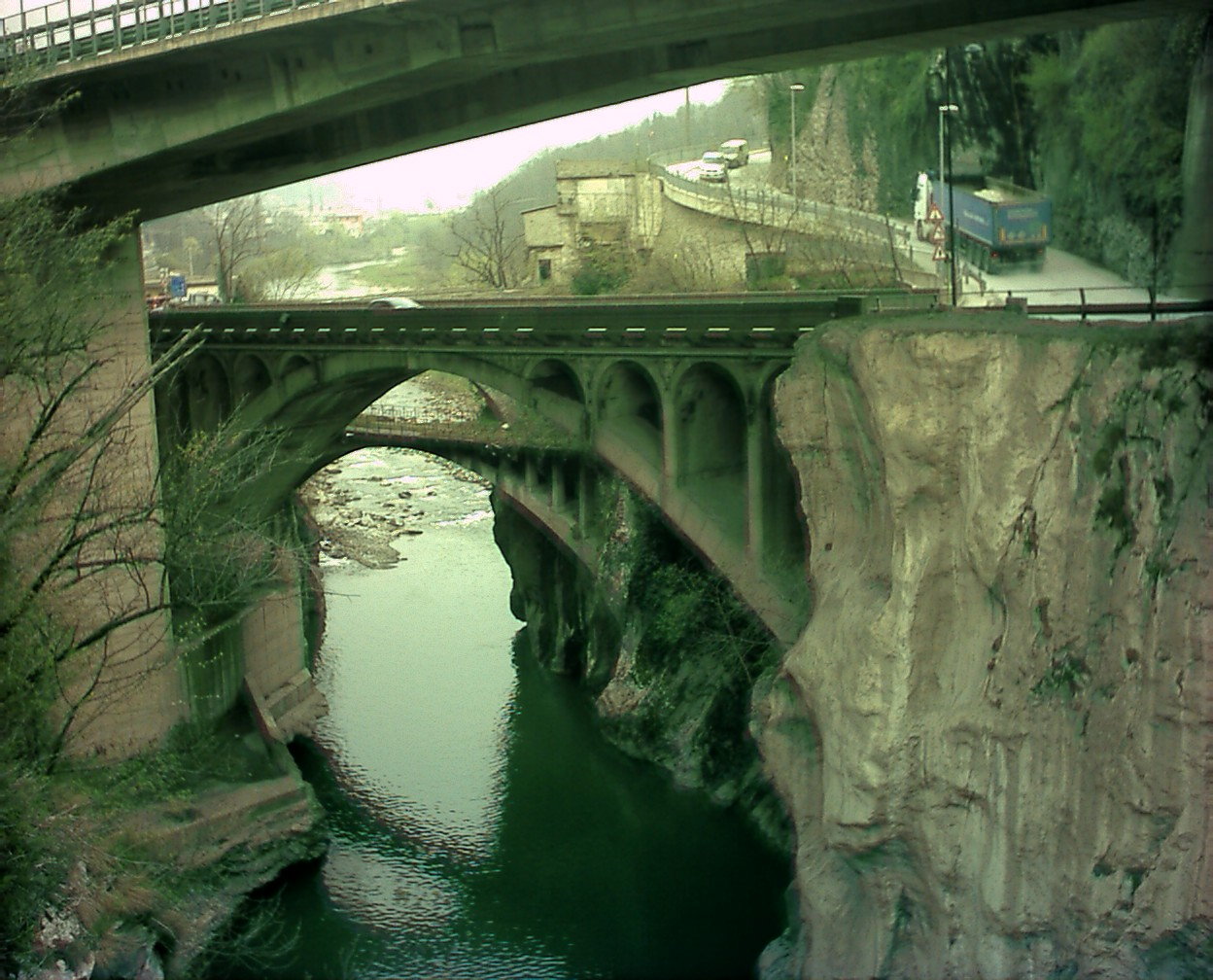
I ponti di Sedrina

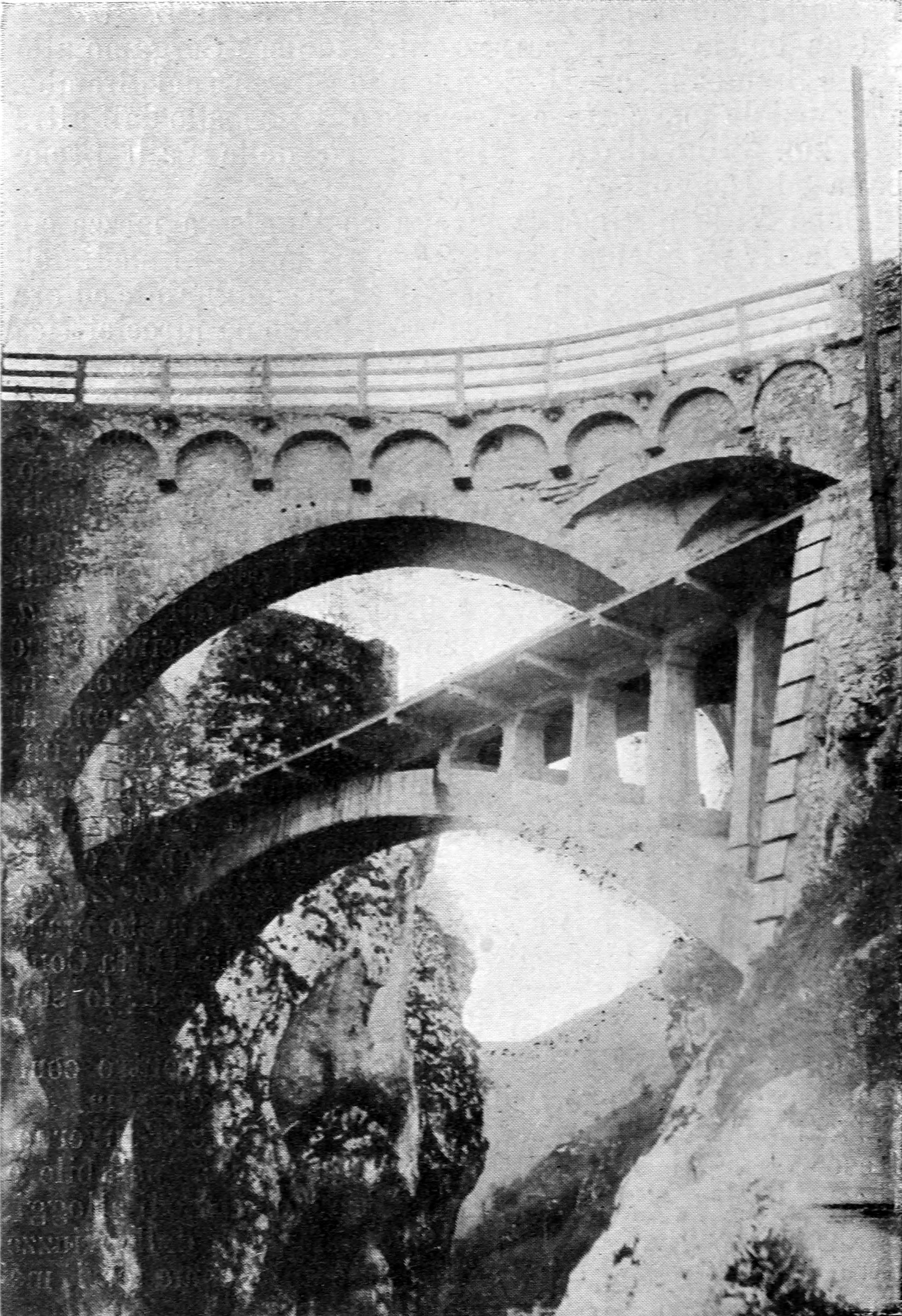
I ponti di Sedrina a fine '800

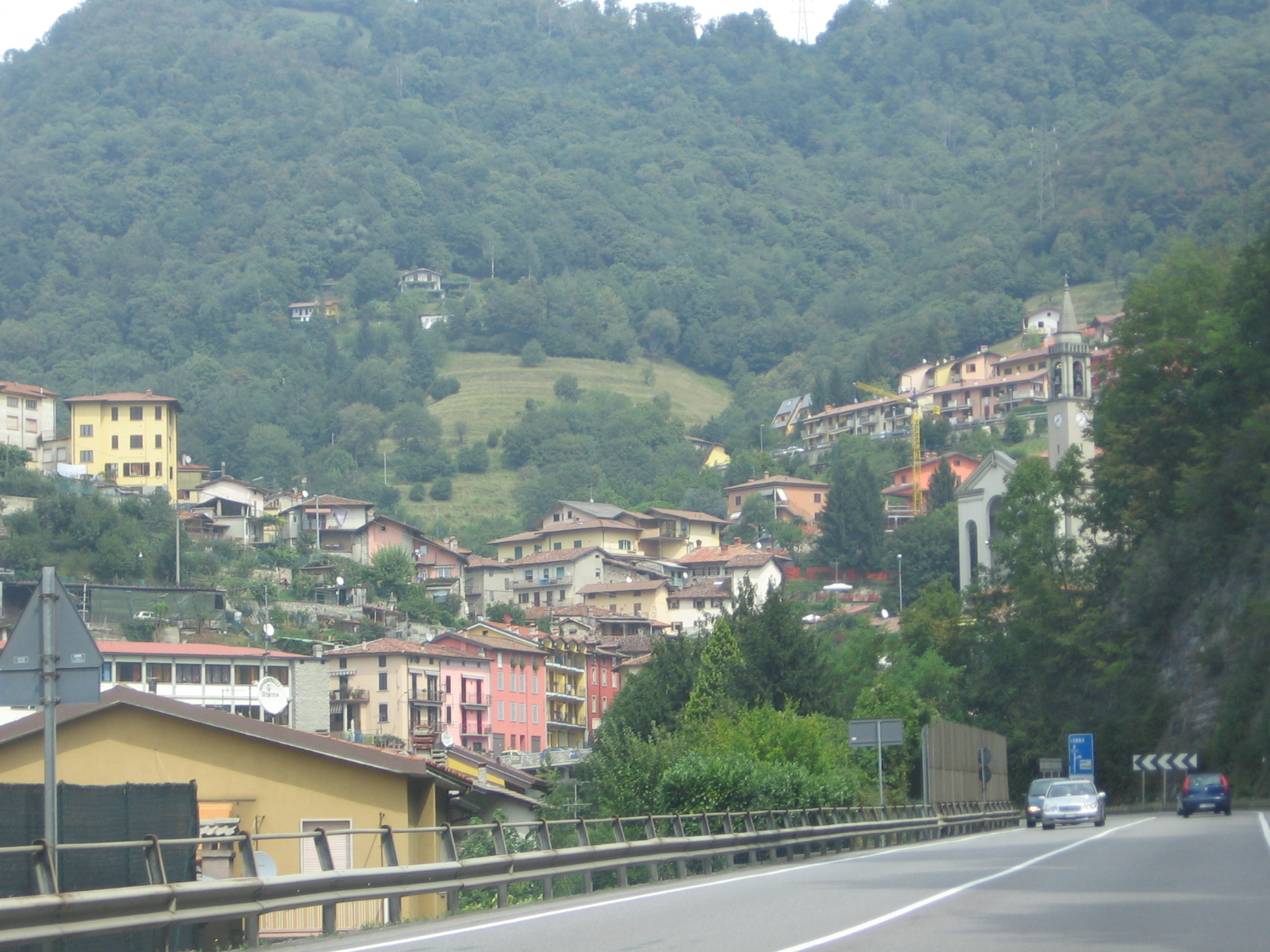
La frazione Botta

Il territorio comunale presenta numerosi itinerari per gli amanti della natura sui monti circostanti, ma soprattutto nella valle del Giongo, torrente il cui corso è stato al centro di un'opera di rivalorizzazione ambientale.
Anche i ponti di Sedrina costituiscono un'attrattiva architettonica, grazie anche al colpo d'occhio che offrono.
Merita infine menzione la chiesa parrocchiale di San Giacomo, costruita nel XV secolo dall'architetto brembano Mauro Codussi. Questa presenta la facciata esterna in stile rinascimentale, ma ciò che la caratterizza fortemente è la presenza di una pala d'altare opera del pittore Lorenzo Lotto, raffigurante una Madonna con Santi, nonché un affresco opera seicentesca di Cristoforo Baschenis il Giovane raffigurante Madonna col Bambino e santi Giacomo Maggiore e Giovanni Battista.
La frazione Botta è situata a sud dell'abitato, presso la confluenza del Giongo nel Brembo, e vi è la chiesa parrocchiale di sant'Antonio abate del Quattrocento.
Interessante per gli appassionati è il Museo dell' orologeria.

## Infrastrutture e trasporti
Sedrina era servita dall'omonima stazione posta lungo la ferrovia della Valle Brembana, attiva fra il 1906 e il 1966.

## Società

### Evoluzione demografica
Abitanti censiti